# Hardyho spojka
Hardyho spojka je jednoduché pružné spojení dvou souosých hřídelů, které přenáší otáčivý pohyb a přitom dovoluje, aby se osy obou hřídelů odchylovaly o malý úhel v libovolném směru. Spojku si dal patentovat J. L. Hardy roku 1938.

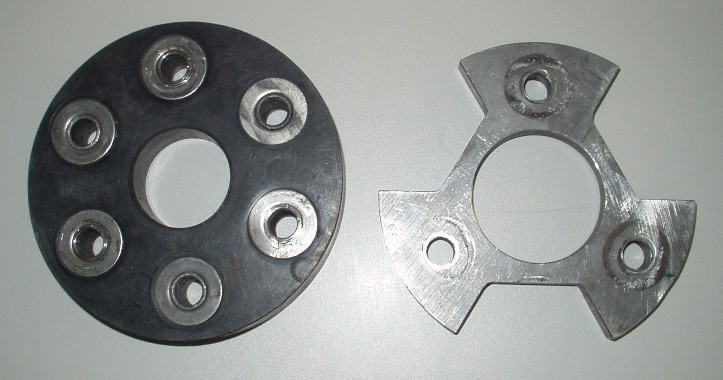
Hardyho spojka a příruba

## Popis
Spojku tvoří pružné mezikruží z textilem vyztužené gumy se čtyřmi nebo šesti otvory. Oba hřídele jsou k němu přišroubovány dvou- nebo tříramennými přírubami, a to tak, že každá z nich je upevněna do jiných otvorů. 

## Použití
Používá se například pro přenos otáčivého pohybu volantu na vlastní řízení automobilů, u jednodušších vozidel (např. zahradních traktorů) i pro přenos otáčivého pohybu motoru na hřídel hnaných kol. U pohonu automobilů ji nahradil spolehlivější Kardanův závěs. 